# Aleucie toxique alimentaire
L'aleucie toxique alimentaire (ATA) est une maladie induite par une mycotoxine (mycotoxicose), caractérisée par des nausées, des vomissements, de la diarrhée, une leucopénie (aleucie), des hémorragies, une inflammation de la peau et parfois la mort. L'aleucie toxique alimentaire fait partie des pathologies humaines associées à la présence de toxine T2, mycotoxine de la famille des trichothécènes.

## Histoire
L'aleucie toxique alimentaire a été décrite pour la première fois en Russie en 1913 et a été caractérisée après avoir touché une population importante dans l'Oblast d'Orenbourg de l'ex-URSS pendant la Seconde Guerre mondiale. Les malades avaient mangé des grains hivernés et colonisés par des champignons ascomycètes, Fusarium sporotrichioides et Fusarium poae. L'agent responsable de l’ATA, la toxine T-2 a été isolée en 1970 de Fusarium sporotrichoides et de Fusarium poae. Les études épidémiologiques ont montré que la maladie est saisonnière et n’affecte que les individus ayant consommé des grains contaminés pendant l’hiver.